# Dagmar Zvěřinová
Dagmar Zvěřinová (* 22. října 1953 Moravský Krumlov) je česká politička, v letech 2008 až 2014 senátorka za obvod č. 51 – Žďár nad Sázavou, od roku 1998 zastupitelka, v letech 1998 až 2010 místostarostka a od listopadu 2010 do listopadu 2014 starostka Žďáru nad Sázavou, v letech 2015 až 2021 radní pro rozhlasové a televizní vysílání, členka SOCDEM.

## Vzdělání, profese a rodina
Odmaturovala na střední průmyslové škole stavební v oboru dopravní stavby. Poté vystudovala na Agronomické fakultě Vysoké školy zemědělské v Brně zahradnictví v Lednici.
Vystřídala několik pozic, pracovala v projektové organizaci Keramoprojekt Brno, Okresním stavebním podniku Žďár nad Sázavou, na Okresním podniku bytového hospodářství Žďár nad Sázavou. Působila jako ředitelka služeb ve společnosti Satt a. s. a později na postu ředitelky obchodního domu Connvent a. s.
Je vdaná, s manželem Pavlem má dceru Petru (1980) a syna Lukáše (1983).

## Politická kariéra
V letech 1998–2010 zastávala funkci místostarostky města Žďár nad Sázavou, po komunálních volbách v roce 2010 se stala starostkou. V komunálních volbách v roce 2014 obhájila za ČSSD post zastupitelky města. Funkci starostky se jí však obhájit nepodařilo, vykonávala post předsedkyně finančního výboru. Také po volbách v roce 2018 obhájila mandát zastupitelky města. V komunálních volbách v roce 2022 kandidovala do žďárského zastupitelstva z 6. místa kandidátky subjektu „SOS Žďár – spojení odpovědných sil ČSSD a nezávislých“. Vlivem preferenčních hlasů však skončila druhá, a obhájila tak mandát zastupitelky města.
Ve volbách do Senátu PČR v roce 2008 kandidovala za ČSSD v obvodu č. 51 – Žďár nad Sázavou. V prvním kole získala 33,98 % hlasů a postoupila z 1. místa do druhého kola. V něm porazila poměrem hlasů 59,31 % : 40,68 % senátora Josefa Novotného, a stala se tak senátorkou.
V Senátu byla členkou Senátorského klubu České strany sociálně demokratické, působila jako místopředsedkyně Ústavně-právního výboru a Stálé komise Senátu pro rozvoj venkova, byla rovněž členkou Stálé delegace Parlamentu České republiky do Euro-středomořského parlamentního shromáždění a ověřovatelkou Senátu.
Ve volbách do Senátu PČR v roce 2014 obhajovala za ČSSD mandát senátorky v obvodu č. 51 – Žďár nad Sázavou. V prvním kole získala 27,74 % hlasů a postoupila z 1. místa do kola druhého. V něm však poměrem hlasů 46,77 % : 53,22 % prohrála s lidovcem Františkem Bradáčem.
V dubnu 2015 byla zvolena členkou Rady pro rozhlasové a televizní vysílání, na tento post ji nominovala ČSSD. Funkce se ujala v červenci téhož roku, v květnu 2021 se stala místopředsedkyní rady. Mandát jí vypršel v červenci 2021.